# Hongtu, Chongqing
Hongtu (kinesiska: 红土) är en socken i sydvästra Kina. Den ligger i Fengjie härad i storstadsområdet Chongqing,  omkring 300 kilometer nordost om det centrala stadsdistriktet Yuzhong. Antalet invånare är 14483. Befolkningen består av 7 264 kvinnor och 7 219 män. Barn under 15 år utgör 22,0 %, vuxna 15-64 år 62 %, och äldre över 65 år 14,0 %.